# Пакарана
Пакараните (Dinomys branickii) са вид средноголеми бозайници от семейство Пакаранови (Dinomyidae), единствен представител на род Dinomys.
Разпространени са в екваториалните гори в западна Амазония и съседните склонове на Андите. Достигат дължина на тялото с главата 79 сантиметра и маса 15 килограма. Обикновено живеят на малки семейни групи от 4 – 5 индивида, като са активни през нощта.